# Císař Nihon-džinu
Císař Nihon-džinu (v anglickém originále The Emperor of Nihon-Ja) je desátá kniha série Hraničářův učeň od australského spisovatele Johna Flanagana.

## Děj
Princezna Kassandra se pod jménem Evanlyn vydává hledat Horáce do Nihon-Džinu, kde byl na poučné výpravě a záhadně se ztratil. Doprovází ji Will, Alyss, Halt a Selentin. Zjistí, že v Nihon-Džinu se proti císaři Šigeruovi vzbouřila velká část elitních válečníků pod vedením zrádce Arisaky. Císař před nimi prchá a přidávají se k němu stovky dřevorubců. Dorazí s Horácem do horské pevnosti, kde se k nim připojí Evanlyn a ostatní.
Situace se zdá bezvýchodná, protože necvičení dřevorubci nemají naději proti zdatným Arisakovým šermířům. Evanlyn s Alyss se proto v kajaku vydají k tajemnému lidu Hasanů, aby je požádaly o pomoc. Tam s nasazením života zabijí obřího sněžného tygra, který Hasany požíral.
Will mezitím vymyslí důvtipnou bojovou taktiku, kdy dřevorubce vyzbrojí vrhacími šipkami a naučí je bojovat v těsné formaci. Pokusí se napadnout Arisakovy muže dříve, než mu přijdou posily; ty dorazí během bitvy, ale zároveň přijdou i Hasané věrní císaři. Při následném vyjednávání Arisakovu nepoctivost jeho armáda prohlédne a vzdá hold císaři.
Nepřátelství mezi oběma dívkami skončí smířením, když Alyss pochopí, že Evanlyn není zamilovaná do Willa, ale do Horáce. Cestou zpět se Kasandra zasnoubí s Horácem.